# Adamsiana curoei
Adamsiana curoei là một loài côn trùng trong họ Ithonidae thuộc bộ Neuroptera. Loài này được Penny miêu tả năm 1996.